# Producción de artificios

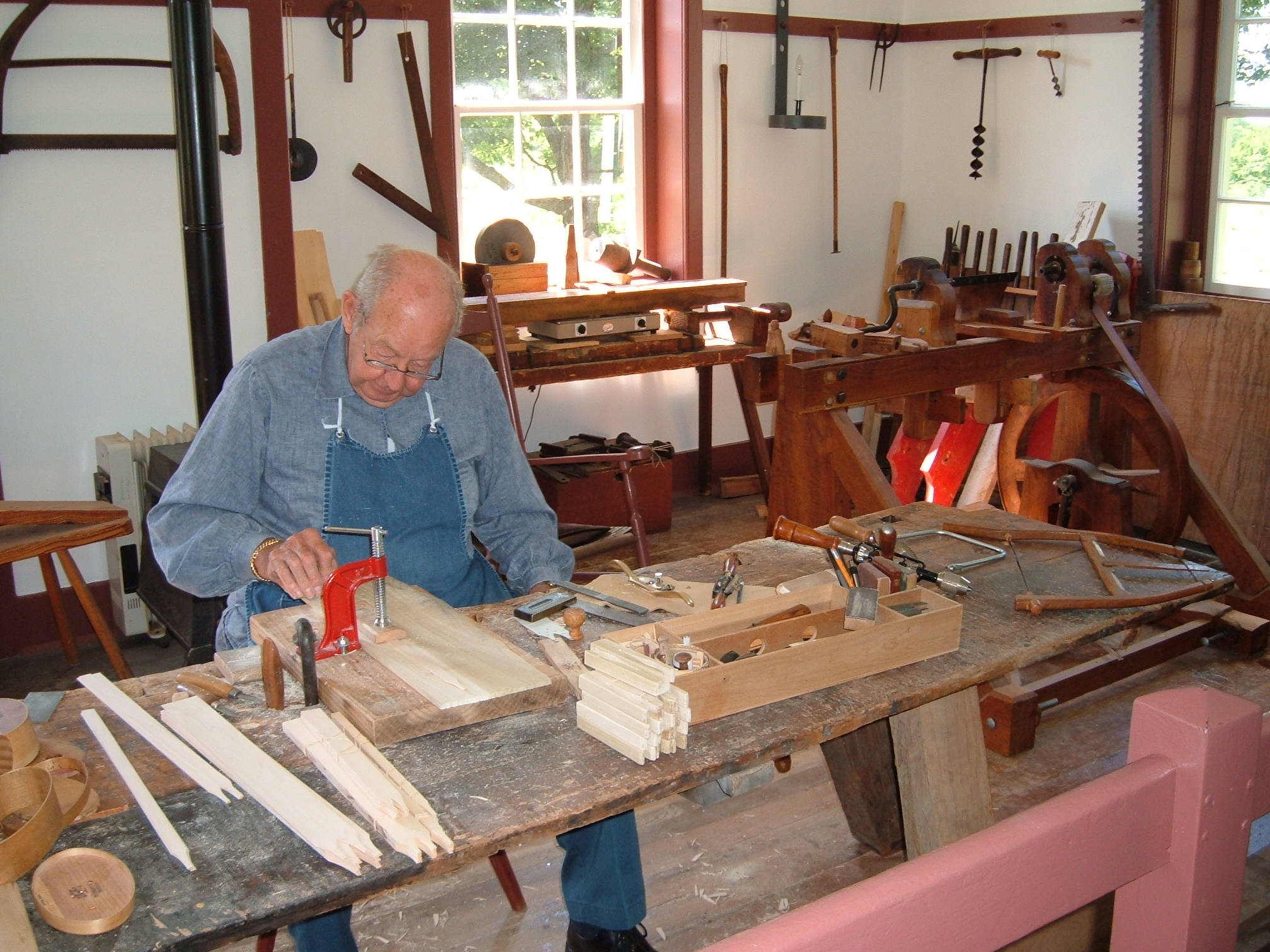
Un trabajador de artificios haciendo cajas en la forma del siglo 19 Batidores.

La producción de artificios es el proceso de manufactura hecho a mano con o sin la ayuda de herramientas. El término Producción de artificios se refiere a la técnica de manufactura aplicada a los hobbies de manualidades pero también era el método común de manufactura en el mundo pre-industrializado.  Por ejemplo, la producción de cerámica utiliza el método de producción de artesanías o artificios.
Otro efecto por un lado del proceso de manufactura de artificios es que el producto final es único. Mientras que el producto puede estar con una extrema calidad, de unicidad que puede ser perjudicial como fue visto en el caso de los automóviles actuales.
Womack, Jones y Roos en el libro La Máquina Que Cambio El Mundo detalla que los automóviles eran artificios producidos. Porque cada vehículo era único, con partes reemplazables tenía que ser manufacturado desde rasguños o por lo menos hecho a la medida para que le quedara a un auto. El advenimiento de la masa de producción  y la estandarización del reemplazo de partes garantizadas tienen compatibilidad con una gran variedad de distintos modelos de vehículos.
La producción en masa tiene muchos inconvenientes para la producción de artificios, incluyendo que la calidad de producción puede ser más baja que el producto de artificio producido. Por ejemplo, en algunas masas de producción de las facilidades de manufactura de los automóviles, los trabajadores vuelven a trabajar de más, en la masa de producción de los vehículos para dar una apariencia de calidad en el producto.
Los objetivos del apoyo a la manufactura trae de nuevo o excede la calidad de la producción de artificios y remedia la ineficiencia de las producciones de masas por medio de la eliminación de desechos.

## Economía de artificios

### Producción de artificios en escala de comunidad
La producción de artificios es una parte de la economía informal de muchas ciudades, como Estambul, Turquía donde la economía informal de artificios es una fuente vital de ingreso para los trabajadores turcos de artificios. Los mercaderes de artificios son altamente dependientes en las interacciones sociales, y entrenados verbalmente lo cual sus resultados en variaciones en los bienes producidos. A menudo, la economía de artificios consiste de vecinos de artificios, por medio de que una comunidad es estructurada en la actividad de artificios presentada en el área.
A menudo utilizado en el hogar, muchos bienes de artificios como la histórica cerámica Muman en Corea, originada por la necesidad económica alternativa para conocer las necesidades del hogar. Cambios en las economías de los artificios han coincidido a menudo con los cambios de la organización del hogar, y las transformaciones sociales como Corea a mediados del periodo Mumun.
Dar ese conocimiento de la producción de artificios requiere un íntimo conocimiento en los métodos de producción por una experiencia individual de ese artificio, la conexión entre los trueques de la gente es altamente evidente en las comunidades de artificios. La producción de muchos artificios tienen una demanda técnica alta, y por eso se requiere tiempo completo de especialización en las habilidades para los talleres, o verbal, entrenamiento con las manos. La interacción verbal entre el maestro y el estudiante anima los fuertes bonos sociales, los cuales últimamente dejan comunidades cohesivas, típico de las comunidades modernas de artificios de hoy en día.

### Economías de artificios y su locación
Las economías de los artificios son altamente relacionados con el lugar. La especialización de los artificios exploran como los bienes portables son integrales en las relaciones sociales de una comunidad, y une grupos de gentes juntos entre la creación de objetos tangibles.
Los lugares donde la actividad económica de un artificio está tomando lugar indica la fuerte relación entre las organizaciones sociopolíticas y la complejidad societal. Estas comunidades están a menudo atadas, con fuertes relaciones a los materiales producidos y vendidos, como también el respeto mutuo a los compañeros de trabajadores de intercambio en el lugar de mercado.

## Lectura adicional
- Roos, Daniel, Ph.D.; Womack, James P., Ph.D.; Jones, Daniel T.: The Machine That Changed the World: The Story of Lean Production, Harper Perennial (November 1991), ISBN 978-0060974176

- Datos: Q21002564